# Cicely Nott
Cicely Nott (1832 — 1900), nascida Sarah Ann Harris e também conhecida como Sarah Ann Adams após casar-se, foi uma atriz e cantora britânica. Nott interpretou Pollio em The Pretty Druidess.
Nott casou-se com Sam Adams, um gerente de teatro. O casal teve cinco filhos, dos quais todos posteriormente associaram-se profissionalmente ao teatro, incluindo Rosaline, conhecida profissionalmente como Rosie Nott, que se casou com o empresário Robert Courtneidge e era mãe de Cicely Courtneidge.
Uma foto de Cicely Nott encontra-se exibida na National Portrait Gallery. Ela está enterrada no Cemitério de Nunhead, em Nunhead, Londres.